# Victory Chimes
Le Victory Chimes est une goélette à trois mâts, à coque bois, construite en 1900 dans un chantier naval de la rivière Delaware aux États-Unis.
Il sert désormais de bateau privé de croisière au départ de son port d'attache de Rockland Harbor dans l'État du Maine. Cette goélette fait partie de la flotte de la Maine Windjammer Association.
Le Victory Chimes a été inscrit au Registre national des lieux historiques en tant que National Historic Landmark en 1997,.

## Histoire
Le schooner a été construit sous le nom de Edwin and Maud, les prénoms des deux enfants de son premier capitaine Robert Higgin.
Il a été lancé en 1900 de Bethel sur le Delaware pour servir comme cargo pour le transport du bois sur le canal  et la baie du Delaware et dans la baie de Chesapeake. Il a servi aussi au transport du grain pour le port de Baltimore.
En 1946, il a été acheté par Herman Knust. Converti en navire de passagers, il propose des croisières côtières en baie de Chesapeake.
En 1954, il est racheté  par le syndicat Maine Schooner Cruises de Belfast dans l'État du Maine et prend le nom de Victory Chimes.
En 1985, un banquier du Minnesota en prend possession et l'envoie sur les Grands Lacs. Il est rebaptisé Domino Effect par son nouveau propriétaire Thomas Monaghan de la société Domino's Pizza et subit quelques travaux de rénovation pour poursuivre ses croisières
En 1989, il est de nouveau racheté par Kip Files et Paul DeGaeta. Il reprend le nom de Victory Chimes et opère pour des croisières privées à partir de Rockland dans le Maine.